# 1904 en Nouvelle-Écosse
Chronologie de la Nouvelle-Écosse
- 1900
- 1901
- 1902
- 1903
- 1904
- 1905
- 1906
- 1907
- 1908

Cette page concerne des événements survenus en 1904 dans la province canadienne de Nouvelle-Écosse.

## Politique
- Premier ministre : George H. Murray
- Chef de l'Opposition :
- Lieutenant-gouverneur : Alfred Gilpin Jones
- Législature :